# Saarländische Männer-Feldhandballnationalmannschaft
Die saarländische Männer-Feldhandballnationalmannschaft vertrat das Saarland bei Länderspielen und internationalen Turnieren.

## Olympische Spiele
Die saarländische Handballnationalmannschaft nahmen nicht an der einzigen Austragung, in der Feldhandball gespielt wurde, teil, da das Saarland zu dieser Zeit nicht eigenständig war.
| Jahr | Austragungsort          | Teilnahme bis…  | Ergebnis        | Medaille        |
| ---- | ----------------------- | --------------- | --------------- | --------------- |
| 1936 | Berlin, Deutsches Reich | keine Teilnahme | keine Teilnahme | keine Teilnahme |

## Weltmeisterschaften
Die saarländische Handballnationalmannschaft nahm an zwei Feldhandball-Weltmeisterschaften teil. Bei den übrigen Austragungen war eine Teilnahme nicht möglich, da das Saarland zu diesen Zeiten keine staatliche Eigenständigkeit besaß, bzw. zur WM 1948 noch kein international anerkannter Handballverband bestand.
| Jahr | Gastgeberland   | Teilnahme bis…   | Ergebnis                  | Rang            |
| ---- | --------------- | ---------------- | ------------------------- | --------------- |
| 1938 | Deutsches Reich | keine Teilnahme  | keine Teilnahme           | keine Teilnahme |
| 1948 | Frankreich      | keine Teilnahme  | keine Teilnahme           | keine Teilnahme |
| 1952 | Schweiz         | Vorrunde         | Saarland 0 Punkte         | 7.–9. Platz     |
| 1955 | BR Deutschland  | Spiel um Platz 5 | Jugoslawien 12:5 Saarland | 6. Platz        |
| 1959 | Österreich      | keine Teilnahme  | keine Teilnahme           | keine Teilnahme |
| 1963 | Schweiz         | keine Teilnahme  | keine Teilnahme           | keine Teilnahme |
| 1966 | Österreich      | keine Teilnahme  | keine Teilnahme           | keine Teilnahme |

- Für die WM 1952 qualifizierten sich die Saarländer durch einen 15:13-Auswärtssieg in Jugoslawien. Bei der Endrunde unterlagen sie gegen die BR Deutschland mit 2:19 und gegen Dänemark mit 13:14.
- Bei der WM 1955 gewannen die Saarländer in der Vorrunde gegen Luxemburg (31:4) und Schweden (7:6) und beendeten diese als Gruppensieger. In der Zwischenrunde unterlag man den Schweden mit 9:12, bezwang Frankreich 13:12 und verlor gegen den Gruppensieger Schweiz mit 8:13. Damit belegten die Saarländer den dritten Platz und kamen somit ins Endspiel um Platz 5, welches gegen Jugoslawien mit 5:12 verloren wurde.